# Aelurillus monardi
Aelurillus monardi là một loài nhện trong họ Salticidae.
Loài này thuộc chi Aelurillus. Aelurillus monardi được Hippolyte Lucas miêu tả năm 1846.